# Ulica Trakt Leśny w Warszawie
Ulica Trakt Leśny – ulica w Warszawie, w dzielnicy Ursynów. Do 2020 roku stanowiła południowy odcinek ulicy Nowoursynowskiej. Obecną nazwę nadano uchwałą Rady m.st. Warszawy z dnia 18 czerwca 2020 r.

## Opis

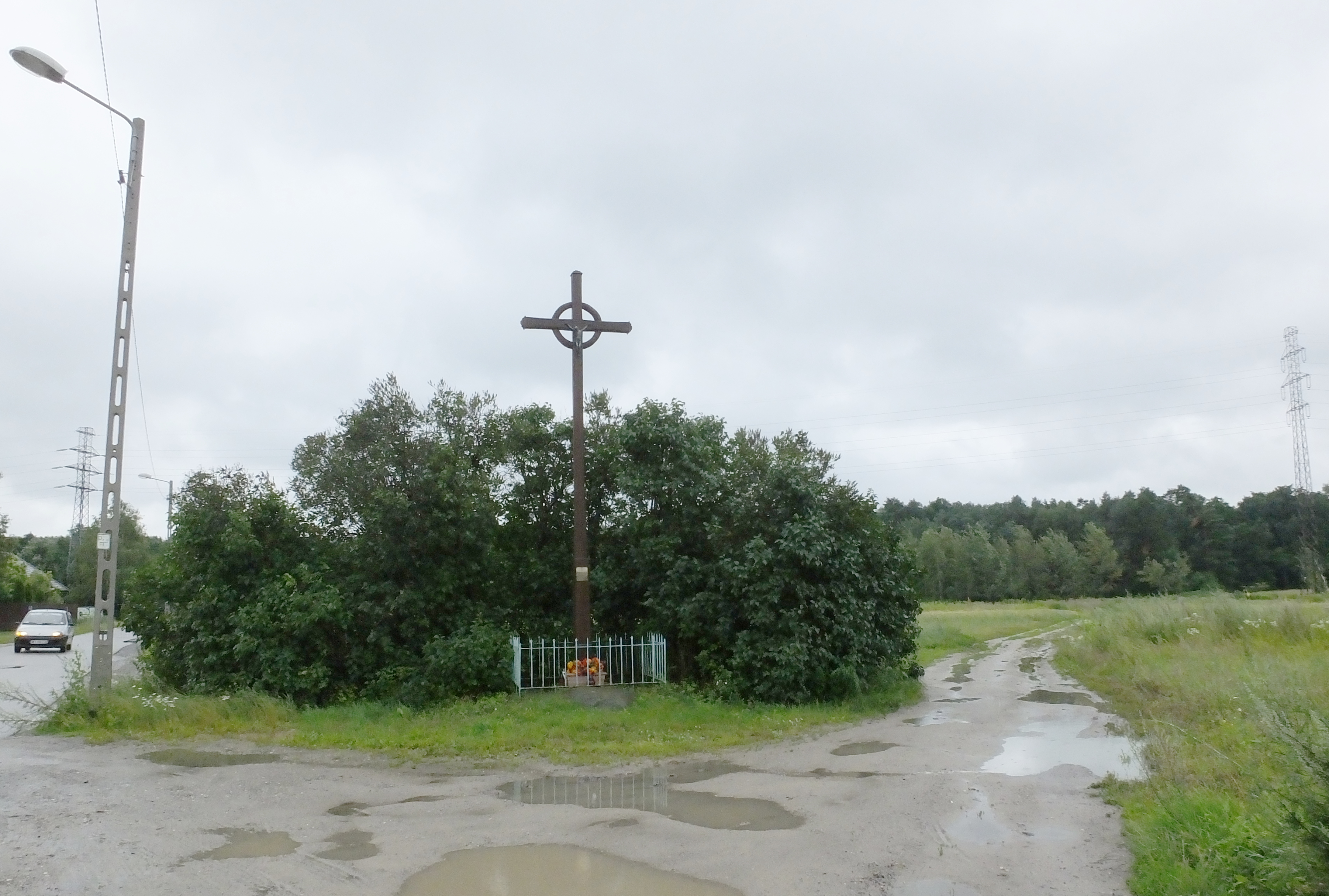
Krzyż przydrożny na rozstajach dawnego Traktu Piaseczyńskiego (w prawo) i dzisiejszej ulicy Trakt Leśny (w lewo). W oddali Las Kabacki

Ulica Trakt Leśny rozpoczyna się skrzyżowaniem z ul. Relaksową na wysokości ul. Jeża, po czym biegnie w kierunku południowym, wchodząc po kilkuset metrach w obszar rezerwatu przyrody Las Kabacki im. Stefana Starzyńskiego. Ulica prowadzi dalej jako droga leśna do skrzyżowania z ulicą Rydzową przy południowej granicy rezerwatu w pobliżu Parku Kultury w Powsinie. Jej przedłużeniem w kierunku południowym jest ul. Muchomora.
Trakt Leśny – wraz z ulicami Nowoursynowską i Muchomora – stanowi pozostałość dawnego szlaku handlowego. Biegła tędy droga z Warszawy przez Służew w kierunku przeprawy na rzece Jeziorce na terenie dzisiejszego Konstancina-Jeziorny i dalej w kierunku Czerska. Szlak ten był częścią średniowiecznego szlaku z Francji na Ruś Kijowską. 
Na odcinku między ulicami Rzekotki i Boczniaków od Traktu Leśnego odbija nienazwana droga, stanowiąca dawniej tzw. Trakt Piaseczyński – gościniec prowadzący do Piaseczna. Na rozstajach tych dróg co najmniej od XIX wieku stoi krzyż przydrożny.